# Kappel-Grafenhausen
Kappel-Grafenhausen – miejscowość i gmina w Niemczech, w kraju związkowym Badenia-Wirtembergia, w rejencji Fryburg, w regionie Südlicher Oberrhein, w powiecie Ortenau, wchodzi w skład wspólnoty administracyjnej Ettenheim. Leży ok. 25 km na południowy zachód od Offenburga.
Dzielnice: Gragenhausen, Kappel.